# Кафеварка
Кафеварката (наричана и гейзерна) е уред за приготвяне на кафе, в който напитката се приготвя чрез преминаване на гореща вода през смляно кафе. Водата се изтласква от налягането на парата, издига се от долния резервоар към горния („подобно на гейзер“), преминавайки през отделението за смляно кафе. Популяризирана е от италианския търговец на алуминий Алфонсо Биалети и неговия син Ренато, които започват да я произвеждат през 1933 г. Бързо се превръща в една от основните съставки на италианската култура. Компанията Bialetti Industries продължава да произвежда оригиналния модел под търговското наименование Moka Express.
Тръгнала от Италия, днес кафеварката се използва най-често в Европа, Латинска Америка и Австралия. Тя се е превърнала в емблематичен дизайн, изложен в съвременните музеи за индустриален дизайн, включително в художествения музей Wolfsonian-FIU в Майами, американския музей за дизайн Cooper-Hewitt, лондонския Музей на дизайна, Лондонския научен музей, Смитсониън и Музея на модерното изкуство MoMA. Кафеварките се произвеждат в различни размери – за една до осемнадесет чашки демитас (от 40 – 60 ml).
Оригиналният дизайн и много от настоящите модели са изработени от алуминий с бакелитови дръжки, въпреки че понякога се правят от неръждаема стомана или други сплави. Някои модели имат горна част, изработена от термоустойчиво стъкло.

## История
Принципът на приготвяне на кафе чрез използване на пара за прокарване на загрята вода през слой от печени и смлени зърна датира поне от 1818 г. според патент, публикуван от Елард Рьомерсхаузен за много голяма машина. По-преносима машина на същия принцип е проектирана от Луи Бернар Рабо през 1822 г. по чертежи, представени на Френската академия на науките.
- Кафемашина (ок. 1900), подобна на „парния фонтан“ на Паркър
- Няколко модела кафеварки Bialetti
- Гейзерна кафеварка за 2 чаши[10]

На 11 януари 1833 г. Самюъл Паркър, казанджия от Мидълсекс, Англия, получава патент за настолна машина, наричана „парен фонтан“, която е подобрение на измисления междувременно перколатор за кафе. „Парният фонтан“ на Паркър се продава от 40-те години на XIX в. и има цилиндрично тяло с два концентрични съда: вътрешен резервоар и външен колектор, увенчан със стъклен купол, който служи за пренасочване на свареното кафе към колектора.
Италианецът Алфонсо Биалети популяризира уреда за домашна употреба, като от 1933 г. продава модела Moka Express, но сравнително малко от тях са продадени, докато синът му Ренато не започва мащабна маркетингова кампания, след като поема семейния бизнес през 40-те години на XX век, включително създаването на емблематичния талисман на компанията, l'omino con i baffi („малкият мустакат мъж“, част от логото), през 1952 г. Според компанията дизайнът на оригиналната Moka Express не се е променил от дебюта му.

## Конструкция
Кафеварката се състои от три основни части: долен резервоар, фуния с филтър и горен резервоар.
Долният резервоар е основата на кафеварката, който се пълни с вода и се поставя върху източник на топлина (печка) или в дъното на който се намира нагревателен елемент, подобно на електрическа кана (ако е електрическа кафеварка). В страничната стена на резервоара има предпазен клапан за аварийно изпускане на парата, в случай че налягането ѝ надвиши допустимата стойност.
Филтърната фуния служи като контейнер за смляно кафе. Над долната конична част на фунията е вграден перфориран филтър, която образува дъното на цилиндричната част, в която се насипва кафето. Фунията се поставя в гърлото на долния резервоар, долният ѝ отвор е разположен на разстояние приблизително 3 – 6 mm от дъното на резервоара. При приготвяне на кафе горещата вода се издига през този отвор, преминава през филтъра и постъпва в чашката с насипаното кафе.
Готовото кафе се събира в горния резервоар. Основата му е фуния, обърната с широката част надолу. Под широката част на фунията има подвижна перфорирана филтърна решетка, която предотвратява попадането на кафеени частици в готовата напитка. Филтърът се задържа там от гумен О-пръстен. Така, когато водата мине през чашката с мляно кафе, напитката се филтрира, попада във фунията и през чучура се излива в горния резервоар.
Резервоарите са свързани помежду си с помощта на резба: основата на горния резервоар се завинтва към гърлото на долния. Когато са свързани, подвижният горен филтър затваря чашката „фуния-филтър“ – образува се отделение със смляно кафе, ограничено отдолу и отгоре с перфорирани метални пластини. Уплътнението се затяга и уплътнява съединението между гърлото на долния резервоар и чашката „фуния-филтър“ (за поддържане налягането на парата), а също така херметизира връзката на чашката „фуния-филтър“ с подвижния горен филтър.
- Долен резервоар, филтърна фуния и горен резервоар
- Основата на горния резервоар
- Подвижният филтър и уплътнителния пръстен на горния резервоар
- Напълнената филтърна чашка, поставена в гърлото на долния резервоар
- След екстракцията

### Характеристики на кафето
Ароматът на приготвеното кафе при всички уреди за правене на кафе, включително това при гейзерната кафеварка, зависи до голяма степен от сорта на зърната, степента на изпичане, фиността на смилане, профила на водата и степента на загряване.
Понякога гейзерните кафеварки се наричат еспресо машини за котлон. Типичното кафе при тях обаче се извлича при относително ниско налягане от 1 до 2 bar (от 100 до 200 kPa), докато стандартите за кафе еспресо определят налягане от 9 bar (900 kPa). Ето защо кафето от тези кафеварки не се счита за еспресо. Обикновено съотношението между масата на кафето и водата в кафеварката е приблизително 1:10, което води до приготвяне на напитка с приблизително 3 – 4 % разтворени твърди вещества. За сравнение, еспресото е „по-силно“ – с 9 – 10 % разтворени твърди вещества.
Примерната маса средно смляно кафе, която се събира (без да се уплътнява) в чашката филтър (примерът е за кафеварки Bialetti Moka Express), е:
| Размер на кафеварката според броя чашки | 1  | 2  |
| Маса на смляното кафе, g                | 7  | 11 |
| Максимален обем на напитката, ml        | 40 | 80 |